# Tajda Lovšin
Tajda Lovšin (* 7. Oktober 1998 in Izola) ist eine slowenische Volleyball- und Beachvolleyballspielerin.

## Karriere Halle
Lovšin spielte von 2017 bis 2022 Hallenvolleyball bei OK Ankaran Hrvatini und bei ATK Grosuplje in der slowenischen Liga.

## Karriere Beach
Lovšin spielte von 2013 bis 2015 an der Seite von Daja Gorišek, mit der sie 2014 slowenische Meisterin wurde und 2015 an der U18-Europameisterschaft in Riga teilnahm. 2016 und 2017 war sie mit Špela Morgan auf verschiedenen Juniorinnen-Meisterschaften unterwegs. 2018 und 2019 spielte sie mit ihrer älteren Schwester Nina auf niederklassigen Turnieren der FIVB World Tour. Nachdem sie 2020 wieder mit Špela Morgan auf nationalen Turnieren antrat, ist seit Mai 2021 Tjaša Kotnik Lovšins Partnerin. Im Juli 2021 gewannen Kotnik/Lovšin die nationale Meisterschaft. Bei der Europameisterschaft 2022 in München erreichten die beiden Sloweninnen die KO-Runde, in der sie gegen die Ukrainerinnen Inna und Iryna Machno ausschieden. Bestes Ergebnis auf der neugeschaffenen World Beach Pro Tour 2022 war ein fünfter Platz im November beim Elite16-Turnier in Kapstadt.